# Vide de Alba
Vide de Alba es una localidad española del municipio de Losacino de la provincia de Zamora, en la comunidad autónoma de Castilla y León.

## Ubicación
Se encuentra situado al noroeste de la ciudad de Zamora, en la comarca de Alba, y ubicado sobre una ladera, junto al río Aliste.

## Historia
Durante la Edad Media Vide de Alba quedó integrado en el Reino de León, cuyos monarcas habrían acometido la repoblación de la localidad dentro del proceso repoblador llevado a cabo en la zona. Tras la independencia de Portugal del reino leonés, en 1143, la localidad habría sufrido por su situación geográfica los conflictos entre los reinos leonés y portugués por el control de la frontera.
Por otro lado, durante los siglos XIII y XIV Vide de Alba perteneció a la Orden del Temple, formando parte de la encomienda templaria de Alba una vez que el rey Alfonso IX de León otorgó a esta Orden la comarca, donación que se hizo efectiva en 1220 tras una posible entrega anterior.
Durante la Edad Moderna, Vide de Alba estuvo integrado en el partido de Carbajales de Alba de la provincia de Zamora, tal y como reflejaba en 1773 Tomás López en Mapa de la Provincia de Zamora. Así, al reestructurarse las provincias y crearse las actuales en 1833, la localidad se mantuvo en la provincia zamorana, dentro de la Región Leonesa, integrándose en 1834 en el partido judicial de Alcañices, dependencia que se prolongó hasta 1983, cuando fue suprimido el mismo e integrado en el Partido Judicial de Zamora.
Finalmente, en torno a 1850, el antiguo municipio de Vide de Alba se integró en el de Losacino.

## Patrimonio
De su caserío destaca su iglesia parroquial, situada en la parte más alta de su casco urbano. De este edificio destaca su espadaña y, en su interior, la imagen de la virgen de la Encina en el retablo mayor.